# Pssst
Pssst és un videojoc d’acció desenvolupat i publicat per Ultimate Play the Game que es va llançar al ZX Spectrum el juny de 1983. En el joc, Robbie el robot ha de protegir la seva planta (una tirgodiana Megga Chrisanthodil) ja que és atacada per diversos insectes, cadascun dels quals necessita un repel·lent diferent per neutralitzar-lo. Pssst va ser el segon joc llançat per Ultimate, després de Jetpac.
El joc va ser escrit per Chris Stamper i els gràfics van ser dissenyats pel seu germà, Tim Stamper. Pssst va ser un dels pocs jocs de Spectrum també disponibles en format ROM per utilitzar-lo amb la interfíce 2, permetent la càrrega "instantània" del joc (el mètode normal de càrrega de cassets podria trigar uns quants minuts). El joc va rebre crítiques positives de dues publicacions al llançament, i la crítica va lloar principalment la seva presentació i jugabilitat. Va ser classificat número 40 de la llista de "Programari més venut" per Personal Computer Games el desembre de 1983.

## Joc
El joc es presenta des d’una única perspectiva 2D i gira al voltant de l’objectiu de Robbie el robot de defensar la seva planta de llimacs espacials interestel·lars, sangoneres i mosquits. La planta creix des del centre inferior de la pantalla i les llaunes de polvorització que contenen tres pesticides diferents es troben a les cornises de cada costat de la pantalla. Articles de bonificació com fertilitzants i piques apareixen en cornises desocupades que augmentaran tant la puntuació dels jugadors com el ritme de creixement de la planta.
Hi ha tres tipus de paràsits de colors i tres tipus de pesticides, que mataran, atordiran o no tindran cap efecte sobre els paràsits. El jugador només pot portar un tipus de pesticida alhora; durant les primeres etapes del joc, el pesticida letal es pot transportar en tot moment, però a les fases posteriors tenen més d'un tipus de paràsit a la pantalla alhora, cosa que fa que l'elecció del pesticida sigui més tàctica.
Una planta només pot tenir problemes amb les plagues que s’enganxen a la tija. Si no hi ha cap paràsit a la tija de la planta, creix cap amunt, apareixen fulles i, en arribar a una certa alçada, floreix, el que condueix al pas del nivell. Com més paràsits s’adhereixen a la planta, més la perjudiquen, disminuint la velocitat o aturant el creixement i després provocar una disminució de l’alçada de la planta. El mal també es manifesta en la pèrdua de fulles de la planta. Si la planta es redueix a un nivell determinat, el jugador perd la vida. En total, al principi del joc es donen 5 vides, que es poden perdre no només a causa de danys a la planta, sinó també pel contacte del robot amb les plagues.
El temps de creixement és, segons el nivell, de 2 a 5 minuts. Al primer nivell, només les erugues actuen com a oponents del jugador, al segon, els escarabats s’oposen juntament amb les erugues, i les vespes apareixen al tercer. Segons el tipus, les plagues tenen un comportament diferent: les erugues es mouen gairebé horitzontalment i s’allunyen de les vores del jardí, els escarabats es mouen horitzontalment i en diagonal i les vespes ataquen deliberadament Robbie o volen directament a la planta. A mesura que s'avança, cada vegada es van omplint més plagues i, per tant, el joc es fa més difícil. Després de completar el cinquè nivell, Robbie fa créixer "el seu somni final", però el joc no s'atura aquí. El jugador rep punts per la destrucció de plagues i per les bonificacions que apareixen a les prestatgeries, però només es poden agafar quan el robot no té esprai a les mans.
Pssst ofereix modes per a un i dos jugadors: en aquest darrer cas, cadascun dels usuaris té el seu propi joc independent i es substitueixen alternativament en cas de pèrdua de vides.

## Desenvolupament
Pssst és un dels pocs jocs de Spectrum que estaven també disponibles en format ROM per utilitzar-lo amb la interfície 2, que permetia la càrrega instantània del joc, mentre el mètode normal de càrrega de cassets podia trigar uns quants minuts. El joc feia servir la tècnica comuna de sprites i permetia col·locar-los uns sobre els altres, cosa que sovint es superposava als colors de la pantalla provocant xoc d’atributs. Pssst també es podia executar en la versió 16K de l’Spectrum.

## Recepció
Paul Liptrot, de Home Computing Weekly, va elogiar els gràfics, considerant-los "fluids" i colorits en general, a més de lloar el joc "addictiu". ZX Computing considerava que el joc estava escrit i produït professionalment, amb gràfics excel·lentment suaus i detallats. A més, la revisió va afirmar l'originalitat, l'addicció i el gaudiment de Pssst. Al segon número de Personal Computer Games, el joc es va situar en el lloc 40 de la seva llista de programari més venut. Al quart número de Personal Computer Games, Pssst va ser nominat per a la llista de jocs de l'any de 1983 a causa dels "famosos gràfics" d'Ultimate. Segons el crític, altres atributs del joc incloïen la seva "originalitat" i "diversió" en comparació amb altres títols d'Ultimate que es van llançar el 1983. En una revisió retrospectiva, un revisor de Retro Games! Now va resumir que el joc "no va ser el millor" dels llançaments d'Ultimate per al ZX Spectrum, tot i considerar-lo "menys elogiat" que els altres. No obstant això, van considerar que Pssst era un "tast de les coses per venir" i una millora significativa respecte a l'animació "maldestre" i "saltarina" de jocs anteriors per al ZX Spectrum.